# Vintage Photo Festival: Festival Internacional para los Amantes de la Fotografía Analógica
Vintage Photo Festival: Festival Internacional para los Amantes de la Fotografía Analógica - evento cultural anual organizado en Bydgoszcz por la Fundación Fotografistka. El festival fue creado en 2015, motivado por la pasión ante la fotografía tradicional y por la convicción de que las antiguas técnicas fotográficas están experimentando un resurgimiento. A pesar de la gran revolución y la evolución de la fotografía digital, se observa un regreso manifiesto e incluso un renacimiento de la fotografía analógica tradicional. Las cámaras tradicionales con rollo fotográfico están de nuevo en uso, un hecho confirmado por los fabricantes de películas fotográficas, tales como Kodak que, en los últimos años, ha retomado la producción de varios tipos de películas negativas, previamente retiradas del mercado. Gracias a esto, cada vez más jóvenes artistas utilizan la llamada fotografía analógica como medio de expresión.
La idea del festival se basa en las tradiciones fotográficas de la ciudad de Bydgoszcz, donde hasta la década de los años 90 del siglo XX operaba Foton, la segunda fábrica más grande del país productora de material fotográfico. Basándose en este patrimonio cultural, la iniciadora del festival, Katarzyna Gębarowska fundó un evento pionero dedicado a la fotografía tradicional, cuya fuerza consiste en una moderna plataforma educativa y de animación. El festival tiene como objetivo promover la fotografía tradicional y presentar las tendencias actuales en este ámbito. Cada edición del festival ofrece un gran número de exposiciones, encuentros con autores, talleres, proyecciones de películas, conciertos y otros eventos que lo acompañan.
Un elemento importante del festival es la competición Vintage Grand Prix. Su objetivo es seleccionar los proyectos más interesantes, recibidos anualmente de todo el mundo. El concurso está abierto al público. La fundación invita a presentar sus trabajos no solo a fotógrafos profesionales, sino también a estudiantes y graduados de escuelas de arte, aficionados y autónomos. Las fotografías que se presentan al concurso deben estar realizadas en técnicas tradicionales: fotografía de rollo, instantánea fotográfica, cámara oscura, daguerrotipo, placa de colodión húmedo, calotipo, cianotipia y otras. El jurado está formado por la directora del festival Katarzyna Gębarowska, Adam Mazur, Maria Teresa Salvati y Paweł Żak.
El socio principal del evento es el Voivodato de Cuyavia y Pomerania. El festival está cofinanciado por el Ministerio de Cultura y Patrimonio Nacional, el Ayuntamiento de Bydgoszcz y Oficina del Mariscal de Cuyavia y Pomerania que se encuentra en Toruń.

### Vintage Photo Festival 2015

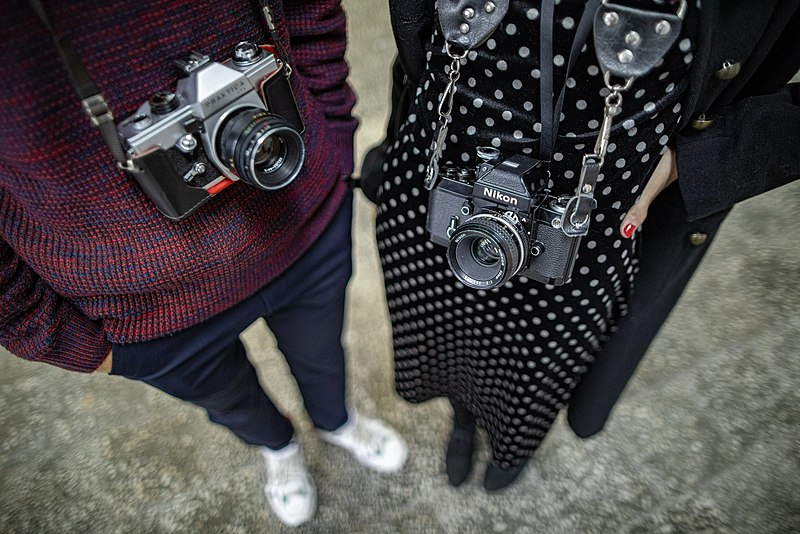
Materiales de prensa de Vintage Photo Festival

En la primera edición del festival los organizadores se centraron en la corporeidad humana. Anna Grzelewska presentó la exposición ,,Julia Wannabe" que mostró la infancia, sus dificultades y el proceso de convertirse en jóvenes adultos. Eugenia Maximova también decidió profundizar en la imagen de la infancia en la exposición ,,Associated Nostalgia". Muchos de sus recuerdos de la infancia están relacionados con el kitsch, a veces difíciles de digerir, pero para muchos también sin pretensiones y de buen gusto. La artista considera que su trabajo es una especie de antídoto a las historias típicas de la región búlgara en la que creció. El tema de la corporalidad también estuvo fuertemente marcado en la exposición ,,Autorretrato" de Eva Rubinstein comisariada por Katarzyna Gębarowska. La autora cree que cada foto es una especie de autorretrato y esto es lo que muestran sus obras.
Además, en el festival se pudo ver una exposición de Wojciech Prażmowski ,,Miłosz. De aquí" que presenta lugares relacionados con la vida y obra de Czesław Miłosz. La exposición fue un viaje imaginario tras las huellas del Maestro a través de lugares importantes para el poeta en Polonia y Lituania, entrelazando culturas.
La artista Marja Pirilä presentó la técnica de la cámara obscura en su ciclo ,,Interior / Exterior". A su vez, Hanna Zamelska presentó la técnica del colodión húmedo.
La ganadora en la competición Vintage Grand Prix 2015 fue Anita Andrzejewska. ,,Deliberadamente" es una serie de varias docenas de fotografías en blanco y negro que fueron tomadas durante los viajes de la fotógrafa a Birmania. En sus fotografías, trata de profundizar y de manera más personal en el espíritu de este lugar y crear una historia universal sobre personas, paisajes y objetos. Marzena Kolarz ocupó el segundo lugar, con su serie de fotografías titulada ,,ALL". Las fotos ganadoras se realizaron con la técnica de ambrotipia. El tercer lugar lo ocupó el clásico reportaje en blanco y negro de Piotr Cieśla. 

### Vintage Photo Festival 2016

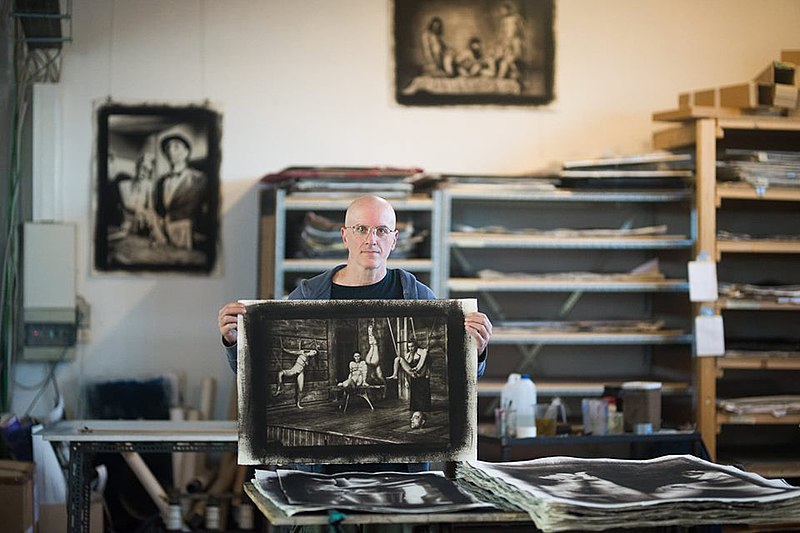
Materiales de prensa de Vintage Photo Festival

En la segunda edición del festival dominó el tema del regreso a las raíces y la melancolía relacionada. En el espacio expositivo se pudieron apreciar, entre otras, las obras del maestro de la fotografía Tadeusz Rolke. La exposición ,,Baritinas" mostró fotografías que presentaban los distintos años de trabajo del artista, desde finales de la década de los años 50 hasta la segunda mitad de los años 80. El punto de partida de la exposición de Amy Friend,,Dare Alla Luce" fueron fotografías vintage antiguas y anónimas. Al manipular la luz, la artista dio un significado metafórico a las fotos antiguas. Las fotografías de archivo también fueron el punto de partida del proyecto de Aneta Grzeszykowska ,,Negative Book". La artista realizó una serie de fotografías de su propio cuerpo utilizando la técnica analógica tradicional y las pintó de negro para obtener su retrato en positivo claro en el negativo.
Según Emmanuel Levinas, un rostro nunca puede caracterizarse completamente, nunca puede representarse plenamente. Es un elemento infinito e indefinido que destruye la unidad y la paz de nuestro mundo. Así fue como se anunció la exposición de Filip Ćwik ,,12 rostros".
Izabela Poniatowska ganó la competición Vintage Grand Prix 2016. Su proyecto “Santos”, realizado en la técnica de la fotografía sin cámara, es una interpretación moderna de los retratos tradicionales de los santos. Marcela Paniak ganó el segundo lugar. Su serie de fotografías familiares de archivo titulada ,,Historias familiares" formula la pregunta ,,¿Es posible reconstruir su historia sobre la base de las fotos de la familia y conversaciones con los miembros de la familia?" El tercer lugar ocupó Malwina Adaszek y sus fotos instantáneas tituladas “Dreamland”. La artista quiso capturar el ambiente perdido de los años más jóvenes de la vida, cuando quiso sentirse en armonía con la naturaleza y anhelaba una vida sencilla, sin preocupaciones. También se concedieron distinciones honoríficas a Paweł Biedrzycki, Mindaugas Gabrenas y Agnieszka Piasecka.

### Vintage Photo Festival 2017

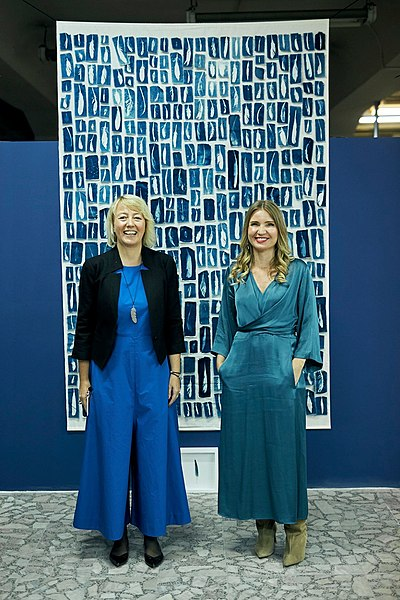
Materiales de prensa de Vintage Photo Festival

El tema principal de la tercera edición de Vintage Photo Festival fueron las técnicas de obtención de color en el pasado y en la actualidad. En 1907, los hermanos Lumièrere patentaron la técnica de la placa autocroma, el primer método para obtener una fotografía en color en una placa de vidrio en forma de positivo. Durante el festival se presentó una colección de autocromos de Tadeusz Rząca, fotógrafo y empresario de Cracovia, tomadas entre los años 1910 y 1920.
La artista holandesa Sanne de Wilde presentó el proyecto “The Island of the Colorblind” realizado en 2015 en dos islas del estado de Ponapé en Micronesia, habitadas por personas con enfermedad de acromatopsia (daltonismo total). La artista, mediante el uso de diversas técnicas fotográficas (incluida la fotografía infrarroja, la coloración manual de fotografías), trató de acercar al espectador el mundo de las personas que no reconocen los colores.
Pszemek Dzienis presentó otra aproximación al color en su proyecto “Pureview” que redefinió la fotografía como pintura con luz, que fue promovida por uno de sus pioneros: Talbot. Lo más importante en su proyecto fue el color en sí, chocando con el paisaje. El color del paisaje, obtenido con su propia técnica, fue también el lema principal de la exposición “Estados de ánimo” de Teresa Gierzyńska, comisariada por Katarzyna Gębarowska. La artista presentó fotografías en color nunca antes publicadas, que habían sido tomadas desde 1984.
El ganador de la competición Vintage Grand Prix 2017 fue Tomasz Kowalczyk con su proyecto ,,Deserted land". El segundo lugar fue para Tomasz Lewandowski con una serie en blanco y negro titulada ,,Auschwitz: la última ratio de la era modernista". Agata Jarczyńska ocupó el tercer lugar, con su serie de fotografías en color realizadas en película con el título ,,Saudade". Katarzyna Michalska y Joanna Borowiec recibieron menciones honoríficas.

### Vintage Photo Festival 2018
El lema de la cuarta edición del festival fue ,,Mujer delante y detrás del objetivo" con referencia al Año de la Mujer celebrado en 2018, por decisión del Sejm de la República de Polonia. Haciendo referencia al tema principal, Vintage Photo Festival fue el primero en el mundo en exhibir negativos en blanco y negro, encontrados en un ático en San Petersburgo, de Masha Ivashintsova, aclamada como Vivian Maier rusa. La exposición fue comisariada por Katarzyna Gębarowska y Masha Galleries. Aruna Canevascini también estuvo presente en el festival, con su proyecto titulado ,,Villa Argentina". En esta soledad creativa à deux, la artista aborda las cuestiones de la domesticación, la feminidad y la migración.
El proyecto de Eric Schuett,,Reinas del pueblo" tiene como objetivo retratar a mujeres mayores con sus trajes nacionales tradicionales, usados a diario en casa o en ocasiones especiales. El fotógrafo creó una serie etnográfica de retratos que abren la puerta a una época pasada, mientras que Shuwei Liu presentó el espíritu de la provincia del extremo norte titulado ,,Childhood Revisited".
La exposición titulada ,,Antigua, moderna, póstuma" de la colección de fotografías de los Madelski, comisariada por Adam Mazur y Ariana Hekmat, fue una oportunidad para ver impresiones clásicas de cuarto oscuro realizadas por maestros de la fotografía polaca.
La exposición de fotos antiguas de la fábrica Foton estuvo acompañada del estreno del libro ,,Las mujeres de Foton" de Małgorzata Czyńska y Katarzyna Gębarowska. El reportaje es una yuxtaposición de relatos orales con fotografías obtenidas de los archivos privados de los protagonistas del libro. El libro describe la industria fotoquímica, con al trabajo adecuado para las mujeres. En la fábrica de material fotográfico Foton de Bydgoszcz, la mayoría del personal eran mujeres. Construyeron la leyenda de la posguerra de la fotografía analógica polaca, el éxito del mayor productor de papel para fotografía en blanco y negro, así como en color. Las profesionales en química, técnicas de laboratorio y contables agregaron su capítulo a la historia oficial de Foton. Hablaron con pasión sobre las opciones profesionales, la situación de las mujeres en la industria, así como sobre amores y matrimonios hechos en el cuarto oscuro de la fotografía.
La ganadora del primer lugar en la competición Vintage Grand Prix 2018 fue Paulina Ząbek. ,,Vacío" es una serie de fotografías sobre la enfermedad de Alzheimer, realizadas mediante la técnica del colodión húmedo. Piotr Rosiński quedó en segundo lugar. Su proyecto ,,Entropía, inercia, vacío" es una serie de fotografías realizadas en la técnica de cianotipia, presentando una visión estética del mundo del autor. Arianna Ancona quedó en tercer lugar. El proyecto ,,Cuarta Costa" muestra la tragedia de miles de libios deportados en 1911 a la isla de Tremiti durante la guerra italo-turca. Contiene escaneos de materiales de archivo, impresos y teñidos de verde, para conmemorar y respetar las tradiciones libias. Los galardonados honoríficos fueron Łukasz Szamałeki y Maciek Iwaniszewski. Marek Noniewiczganó un premio especial por logros sobresalientes. En el festival, mostró el proyecto ,,This is not Still Life", una serie de fotografías realizadas entre los años 2013 y 2016.

### Vintage Photo Festival 2019

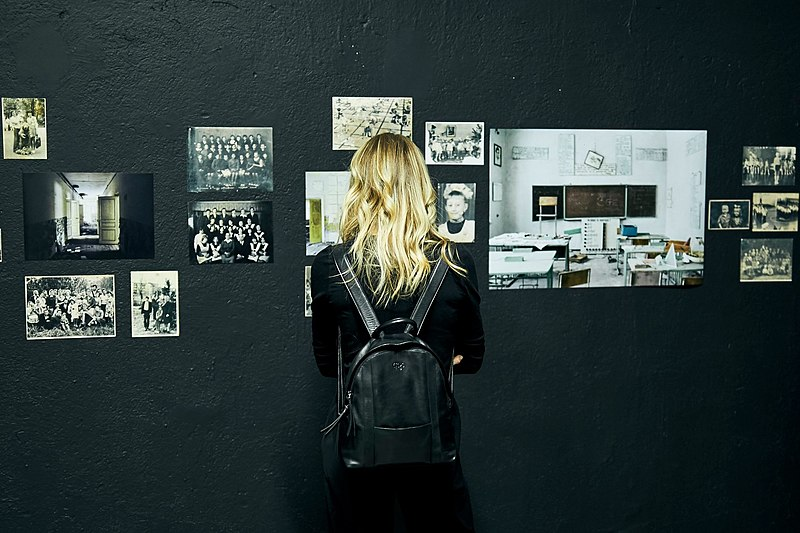
Materiales de prensa de Vintage Photo Festival

En la quinta edición del Vintage Photo Festival se organizaron exposiciones de artistas internacionales y locales en el contexto de la temática establecida: el archivo fotográfico. El tema hizo referencia a la tendencia actual de la fotografía de archivo. Como enfatizó Marianna Otmianowska, la entonces directora del Archivo Digital Nacional ,,Continúa la búsqueda de las huellas del pasado". Por lo tanto, en esta edición se hizo hincapié en las fotografías vernáculas, los archivos privados y los álbumes familiares.
Rie Yamada es una fotógrafa japonesa, instalada en Berlín. En su proyecto titulado. ,,Familie Werden" recrea fotos familiares de una manera divertida y absurda, interpretando a cada uno de los miembros de la familia. Teresa Anniuk-Gulak encontró otra forma de interpretar el álbum familiar, transformando la serie de fotografías sobre su madre fallecida de una manera original. Álbumes familiares y fotografías vernáculas también aparecieron en la exposición titulada ,,Eros y Thanatos. Pioneras de la fotografía profesional de Bydgoszcz del periodo 1888-1945", comisariada por Katarzyna Gębarowska. A su vez, Marcela Paniak dirigió talleres para todos los interesados en la fotografía familiar de archivo y en los aspectos relacionados de la historia, la memoria y la identidad.
Las fotografías del destacado fotógrafo polaco Bogdan Konopka (1953-2019) proceden del archivo fotográfico del artista. Por otro lado, Tomasz Gudzowaty también abrió su archivo, de donde surge la serie titulada ,,Proof", que consiste en fotografías originalmente consideradas como subproductos del proceso de Polaroid Type 55.
Los artistas invitados realizaron numerosos talleres y exposiciones fotográficas al aire libre, en el espacio de la ciudad, que permitieron mostrar los valores paisajísticos de Bydgoszcz. El artista que crea murales bajo el seudónimo Sepc también fue invitado. A esta artista colombiano se le ocurrió una forma inusual de jugar juegos callejeros con la fotografía mediante la creación de murales negativos. Su efecto final, es decir el positivo, solo es visible después de recrear los colores en la aplicación móvil. El mural muestra a Jadwiga Szopieraj, una de las pioneras de la fotografía profesional en Bydgoszcz. La inauguración del muralse llevó a cabo como parte del prólogo del festival.
La ganadora en la competición Vintage Grand Prix 2019 fue Agnieszka Grymowicz. El proyecto ,,Fuera de tiempo" consiste en retratos de familiares de la artista realizados mediante la técnica de la luxografía. El segundo lugar fue para Karol Szymkowiak. Su proyecto ,,C’è sempre un tango" presenta la memoria del abuelo del artista, inspirada en las notas del tango encontradas entre los recuerdos de éste. El tercer lugar del concurso fue para Igor Tereshko. Su proyecto ,,Petróleo y musgo" ilustra el desastre ecológico en Rusia y consiste en fotografías tomadas en una película de 35 mm, que el artista reveló añadiendo petróleo crudo de derrames de Janti-Mansi, con el fin de materializar la degradación del medio ambiente de la región. Las distinciones honoríficas en esta edición fueron otorgadas a Celeste Ortiz, Wojciech Sternak y Adam Juszkiewicz.

### Vintage Photo Festival 2020
El tema de la sexta edición deVintage Photo Festival fue la libertad. Originalmente, la idea apareció en relación con el centenario del regreso de Bydgoszcz a Polonia en 2020. Más tarde, sin embargo, comenzó la pandemia de COVID-19. Por ello, las exposiciones presentadas como parte de la sexta edición del festival plantearon el tema de la libertad en diversos contextos, tanto como la liberación de la esclavitud, la libertad personal, como lo relacionado con el aislamiento y el cierre físico provocado por la pandemia.
Una de las exposiciones del festival fue Fotógrafos de Leica. A partir de los años 20 del siglo XX, un nuevo tipo de fotógrafo apareció en las calles de Bydgoszcz: fotógrafo de Leica.. Como escribió Małgorzata Czyńska en la introducción al programa del festival, ,,En lugar de fotografías posadas en un taller, estudiadas y estáticas, dominó la naturalidad, la vida misma. Los fotógrafos tomaron las calles de las ciudades y capturaron a los habitantes en movimiento, corriendo, de prisa. La revolución se produjo con la cámara Leica de 35mm." Gracias a ellos sabemos cómo eran Bydgoszcz y sus habitantes el día de la recuperación de la independencia.
Exposición de Masha Svyatogor,,Everybody dance!" reunió obras basadas en las reflexiones del artista sobre la URSS y el concepto ,,soviético". Las obras se basaron en fotografías encontradas en varios números de la revista Sovetskoe Foto, el material visual del gobierno soviético, utilizado para construir su imagen “ceremonial”. La artista crea fotomontajes a mano, renunciando deliberadamente a las tecnologías digitales, evocando así la metáfora del tejido de la historia. Masha literalmente corta la tela: desmonta las imágenes oficiales y las usa para crear sus propias imágenes surrealistas y decorativas.
Un contexto diferente de libertad se pudo ver en las obras de la fotógrafa iraní Parisa Aminolahi que son un registro fotográfico de la vida que tiene lugar en dos lugares geográfica y socialmente diferentes: Irán y los Países Bajos. La libertad de restricciones, libertad que caracterizó la vida en el exilio, se entrelazó con un sentido de responsabilidad por los padres que permanecieron en Irán.
Los temas de la pandemia y la cuarentena se pueden encontrar en la colección ,,Quarantine" de Han Cao que incluía máscaras bordadas a mano adjuntas a fotografías antiguas del periodo entre los años 1900 y 1940.
El ganador en la competición Vintage Grand Prix 2020 fue el fotógrafo chileno Marcelo Aragonese. El proyecto ,,Hilos y Luz" combina la fotografía analógica con los elementos textiles en forma de bordado. Katarzyna Kryńska quedó en segundo lugar y Paz Olivares Droguett en tercer lugar. La artista utilizó una película de color para crear un registro diario de la transformación de la casa de sus abuelos en la suya propia, preguntándose por la importancia del espacio íntimo durante la cuarentena. Las distinciones honoríficas en esta edición fueron otorgadas a Iwona Germanek, Ciro Battiloro, Camila Álvarez y Filippo Bardazzi.